# Franz Henseler
Franz Seraph Henseler  (Rosenheim, Alemania, 18 de agosto de 1883-Haar, Alemania, 15 de abril de 1918) fue un pintor y artista gráfico encuadrado en el Expresionismo alemán, dentro del grupo de actividad renano junto a  August Macke, Heinrich Campendonk, Wilhelm Morgner, Heinrich Nauen, Paul Adolf Seehaus, etc. Desarrolló su trabajo en Múnich y Colonia.

## Reseña biográfica
Franz Henseler era hijo de un taxidermista de Múnich que intentó evitar sus ambiciones artísticas. En esa ciudad Henseler estudió Derecho de forma esporádica. Participó del ambiente artístico y creativo del barrio muniqués de Schwabing, mientras residía en la célebre Pensión Fürmann. En ese entorno conoció a los pintores Ernst Moritz Engert y Fritz Klein, y al poeta expresionista de Aquisgrán Julius Talbot Keller, que le compró algún cuadro. Desde 1910, Henseler comenzó a diseñar carteles para varios establecimientos de Múnich.

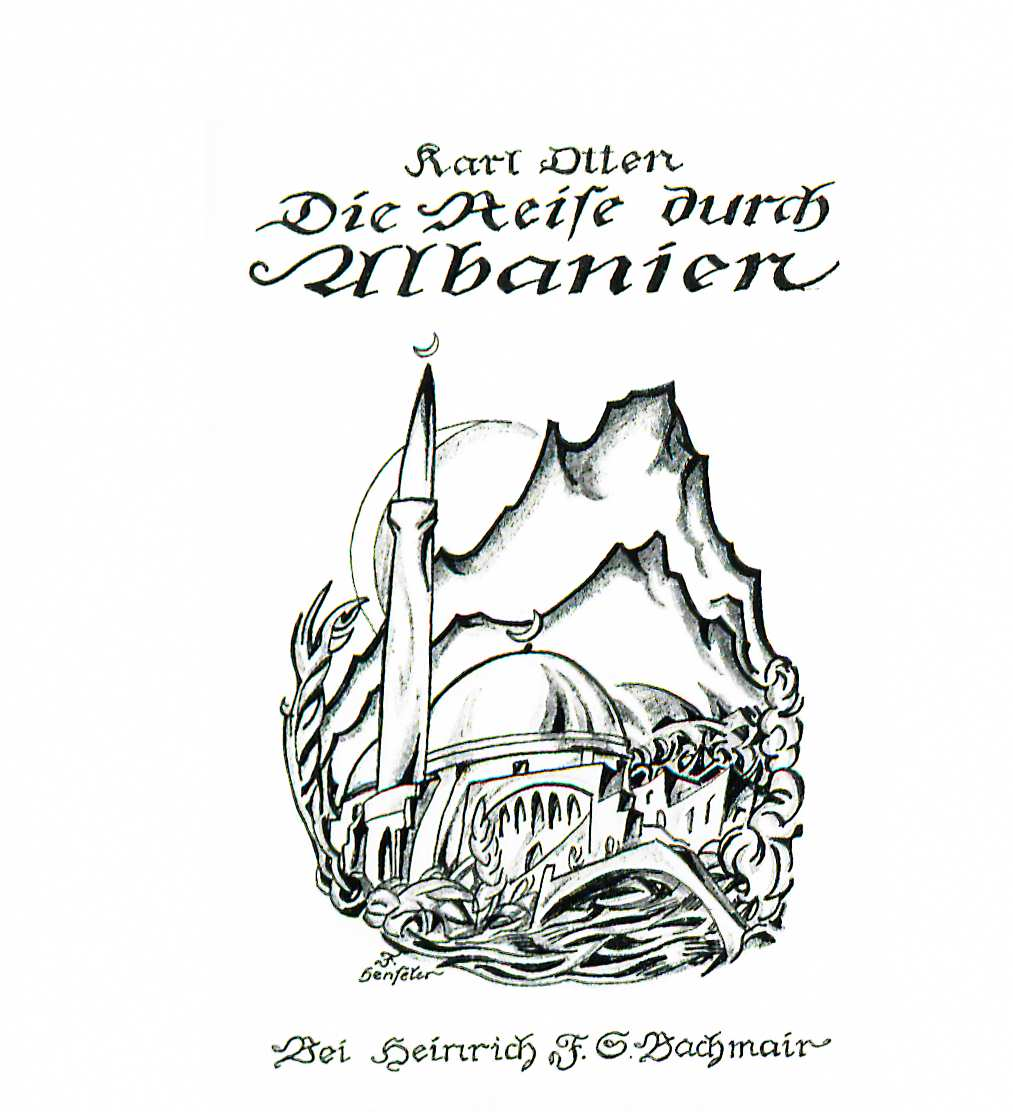
Portada del libro de Karl Otten: Die Reise durch Albanien (Viaje a través de Albania), 1913.

En 1913 Henseler se trasladó a Bonn, donde trabó gran amistad con el pintor expresionista August Macke. Ambos formaron junto con el escritor Karl Otten, Ernst Moritz Engert y un estudiante de Química llamado Franz Kiel una colonia de artistas en el barrio de Graurheindorf, al norte de Bonn, en una casa conocida como Villa Agnita. Henseler llevó en Bonn una vida errante, según Elisabeth Macke, esposa de August. Fue uno de los 16 artistas que participó en la exposición "Expresionistas Renanos" en la galería de Friedrich Cohen en Bonn en el verano de 1913, impulsada por August Macke. Allí se exhibió el trabajo más importante de Henseler de aquel año, la Virgen renana, considerada su obra más bella. Esta obra se perdió, pero se conserva un boceto del cuadro: Mujer santa frente a la ciudad. El cuadro Portando la Cruz, que confirma el entusiasmo de los expresionistas alemanes por El Greco, fue comprado por Walter Gerhardt, el cuñado de Macke. En 1959 fue donado al Kunstmuseum Bonn (Museo de Arte de Bonn). El propio Macke poseía La Flagelación de Cristo de Henseler, igualmente una reminiscencia del Greco.
Henseler diseñó la portada del libro Die Reise durch Albanien (Viaje a través de Albania) de Karl Otten, en estilo expresionista. Participó en el Erster Deutscher Herbstsalon (Primer Salón de Otoño Alemán) de 1913, promovido por Herwarth Walden en Berlín, adonde Macke llevó tres obras de Henseler: la Virgen, El Fauno y el dibujo Sebastian.
Con trabajos en vidrio, estuvo representado en la exposición de la Deutscher Werkbund en Colonia en 1914, y el influyente marchante de arte Alfred Flechtheim lo presentó en Düsseldorf junto a los pintores Paul Baum y Walter Ophey. Ese año se mudó de Bonn a Colonia. Allí fue miembro del grupo de artistas Lunisten, junto a Max Ernst, Otto Freundlich, Karl Otten, Hans Hansen, Heinrich Hoerle y Karl Nierendorf.
Henseler fue movilizado en 1915 como soldado en la I Guerra Mundial. Se mantuvo hasta 1917 en el Frente Occidental en Francia, donde padeció una enfermedad mental grave. Murió en 1918 en un sanatorio en Haar, localidad muy cercana a Múnich.
Ernst Moritz Engert autoeditó en 1920 dibujos de Henseler a partir de una carpeta que conservaba con quince litografías.
El Kunstmuseum Bonn organizó la primera exposición individual sobre Henseler en 1977. Posteriormente, en 1994, lo hizo la August Macke Haus (la casa y estudio de August Macke en Bonn, hoy museo y espacio para exposiciones). Desde entonces, Henseler ha estado representado en varias exposiciones sobre el Expresionismo alemán. El museo Stiftung Museum Kunstpalast, de Düsseldorf, mostró en 2012 su cuadro Portando la Cruz (1913) en la exposición sobre El Greco.